# 22e Gemotoriseerde Korps (Wehrmacht)
Het 22e Gemotoriseerde Korps (Duits: Generalkommando XXII. Armeekorps (mot.)) was een Duits legerkorps van de Wehrmacht tijdens de Tweede Wereldoorlog. Het korps kwam alleen in actie in Polen in 1939 en in de veldtocht in het westen in 1940.

## Krijgsgeschiedenis

### Oprichting
Het 22e Gemotoriseerde Korps werd opgericht op 26 augustus 1939 in Lüneburg in Wehrkreis X.

### Inzet

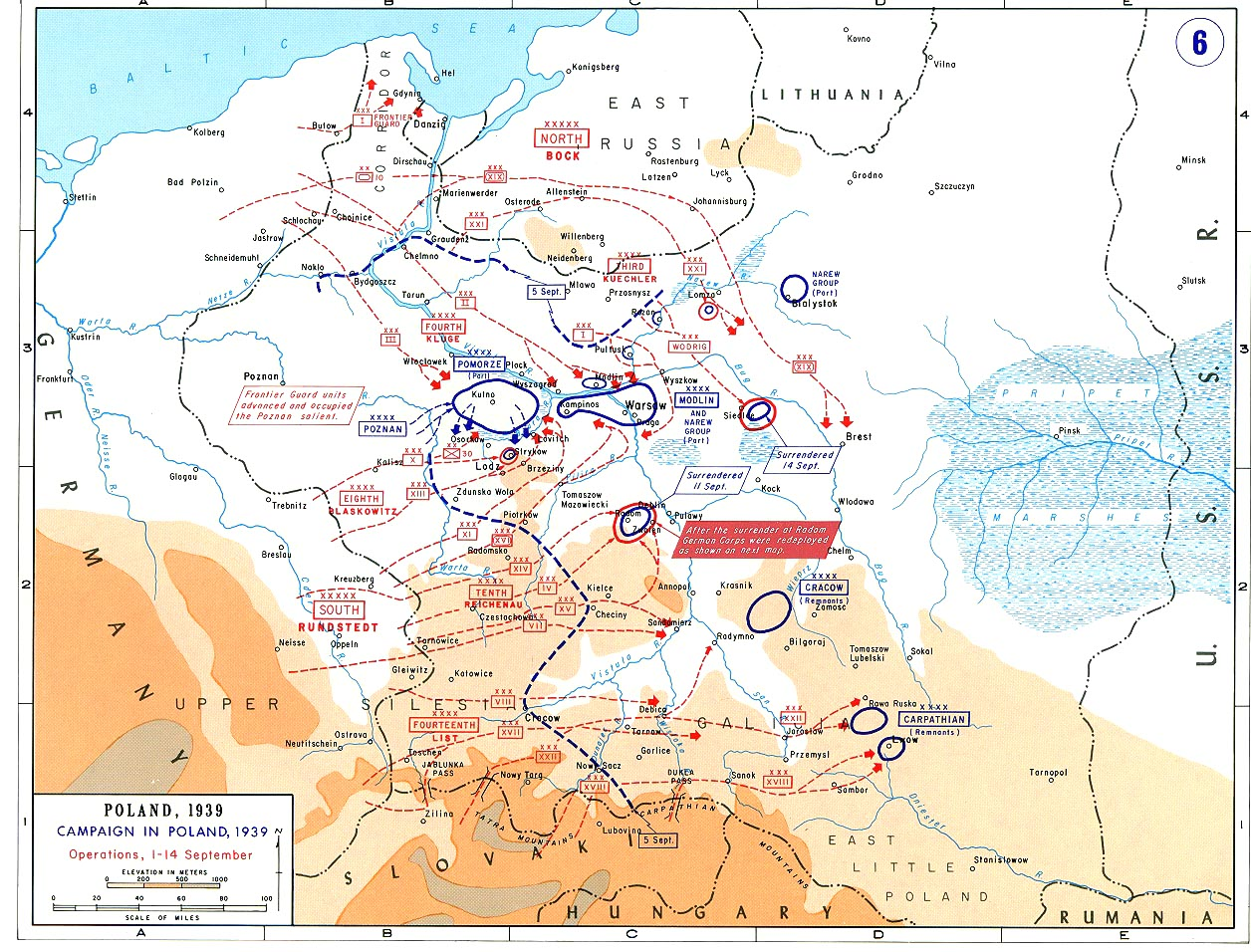
Eerste fase van de Poolse Veldtocht

Het korps stond bij het begin van de Polen veldtocht (Fall Weiss), onder bevel van het 14e Leger. De eerste dag lag het korps nog in reserve. Op 2 september nam het korps de drie divisies (3e Bergdivisie, de 2e Pantserdivisie en de 4e Lichte Divisie) over van het 18e Legerkorps en rukte op richting Tarnów, dat op 8 september bereikt werd. Op 10 september werd de San overgestoken en daarna ging het verder naar Jarosław. Op 13 september kreeg het korps opdracht naar het noorden te stoten, richting Hrubieszów, om verbinding te maken met het 3e Leger. De volgende dag bereikte de 2e Pantserdivisie Zamość. Enkele eenheden stootten door naar Rava Ruska en Lemberg. De 4e Lichte Divisie bereikte de Westelijke Boeg. Tussen 16 en 21 september nam het korps deel aan de omsingeling en vernietiging van Poolse troepen rond Lemberg. In de week daarna moest het korps terugtrekken voor de Sovjettroepen die hun sector van Polen innamen. Al begin oktober werd het korps overgebracht naar de Nederrijn. 

Het 22e Gemotoriseerde Korps werd op 5 maart 1940 aan de Nederrijn omgedoopt in Panzergruppe Kleist. Deze Panzergruppe zou de gepantserde stoot door de Ardennen in mei 1940 gaan leiden.

Na afloop van de Franse veldtocht, op 12 juli 1940, werd de originele naam 22e Gemotoriseerde Korps weer aangenomen.

Eind oktober werd het korps terug verplaatst naar de Heimat.

Het 22e Gemotoriseerde Korps werd op 16 november 1940 in de Heimat omgevormd in Panzergruppe 1.

## Bovenliggende bevelslagen
| Leger     | Legergroep       | Plaats/regio | Begin              | Eind               |
| --------- | ---------------- | ------------ | ------------------ | ------------------ |
| 14. Armee | Heeresgruppe Süd | Polen        | 1 september 1939   | begin oktober 1939 |
| 4. Armee  | Heeresgruppe B   | Nederrijn    | begin oktober 1939 | 20 oktober 1939    |
| 2. Armee  | Heeresgruppe B   | Nederrijn    | 20 oktober 1939    | 4 november 1939    |
| 6. Armee  | Heeresgruppe B   | Nederrijn    | 4 november 1939    | 5 maart 1940       |
|           |                  |              |                    |                    |
| 2. Armee  | Heeresgruppe C   | Frankrijk    | 12 juli 1940       | september 1940     |
| 1. Armee  | Heeresgruppe D   | Frankrijk    | oktober 1940       | 31 oktober 1940    |
| 11. Armee | Heeresgruppe C   | Heimat       | 1 november 1940    | 16 november 1940   |

## Commandanten

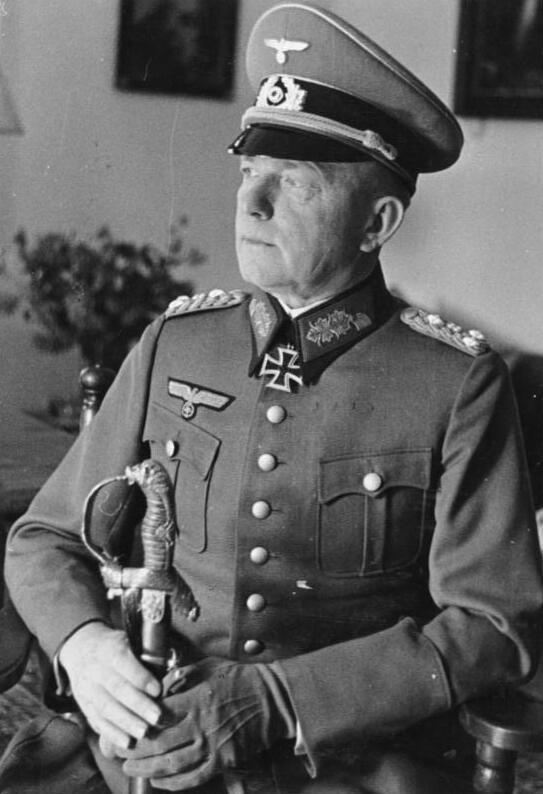
Generaal Ewald von Kleist

| Rang                                                      | Naam             | Begin            | Eind             |
| --------------------------------------------------------- | ---------------- | ---------------- | ---------------- |
| General der Kavallerie Generaloberst (vanaf 19 juli 1940) | Ewald von Kleist | 26 augustus 1939 | 16 november 1940 |